# 196 Dywizja Piechoty (III Rzesza)
196 Dywizja Piechoty (niem. 196. Infanterie-Division) – niemiecka dywizja z czasów II wojny światowej, uczestniczyła m.in. w agresji na Norwegię.
Sformowana na mocy rozkazu z 27 listopada 1939, w 7. fali mobilizacyjnej w Bielefeld w VI Okręgu Wojskowym. W 1940 dowodzona była przez gen. Hanz Hinz i brała udział w ataku na Norwegii.

## Dowódcy dywizji
- gen. por. Richard Pellengahr 27 XII 1939 – 1 III 1942;
- gen. por.  Fritz Franek 1 III 1942 – 24 XII 1943;
- gen. por. Kurt Möhring 24 XII 1943 – II 1944;
- płk Kling II 1944 – VI 1944;
- gen. mjr Friedrich von Unger VI 1944 – IX 1944;

## Struktura organizacyjna
Struktura organizacyjna w listopadzie 1939:
- 340. i 345. pułk piechoty, 233. dywizjon artylerii lekkiej.

Struktura organizacyjna w styczniu 1940:
- 340., 345. i 362. pułk piechoty, 233. pułk artylerii, 233. batalion pionierów, 233. oddział rozpoznawczy, 233. oddział przeciwpancerny, 233. oddział łączności, 233. polowy batalion zapasowy;

Struktura organizacyjna w styczniu 1944:
- 340. i  362. pułk grenadierów, 233. pułk artylerii, 233. batalion pionierów, 233. dywizyjny batalion fizylierów, 233. oddział przeciwpancerny, 233. oddział łączności, 233. polowy batalion zapasowy;